# Leptodactylus knudseni
Leptodactylus knudseni és una espècie de granota que viu a Bolívia, el Brasil, Colòmbia, l'Equador, Guaiana Francesa, Guyana, el Perú, Surinam, Veneçuela i, possiblement també, a Trinitat i Tobago.